# Rong Kwang (huyện)
Rong Kwang (tiếng Thái: ร้องกวาง) là một huyện (amphoe) ở đông bắc thuộc tỉnh Phrae, phía bắc Thái Lan.

## Địa lý
Các huyện giáp ranh (từ phía tây nam theo chiều kim đồng hồ): Mueang Phrae, Nong Muang Khai, Song thuộc tỉnh Phrae, Wiang Sa, Na Noi, Na Muen thuộc tỉnh Nan.

## Hành chính
Huyện này được chia thành 11 phó huyện (tambon), các đơn vị này lại được chia ra thành 93 làng (muban). Thị trấn (thesaban tambon) Rong Kwang nằm trên một phần của tambon Rong Kwang và một phần của tambon Rong Khem and Thung Si. Có 9 Tổ chức hành chính tambon.
| STT | Tên           | Tên tiếng Thái | Số làng | Dân số |  |
| --- | ------------- | -------------- | ------- | ------ |  |
| 1.  | Rong Kwang    | ร้องกวาง        | 14      | 7.149  |  |
| 4.  | Rong Khem     | ร้องเข็ม         | 11      | 5.281  |  |
| 5.  | Nam Lao       | น้ำเลา          | 10      | 5.657  |  |
| 6.  | Ban Wiang     | บ้านเวียง        | 14      | 7.752  |  |
| 7.  | Thung Si      | ทุ่งศรี           | 5       | 3.376  |  |
| 8.  | Mae Yang Tan  | แม่ยางตาล       | 10      | 5.133  |  |
| 9.  | Mae Yang Ho   | แม่ยางฮ่อ        | 5       | 3.083  |  |
| 10. | Phai Thon     | ไผ่โทน          | 9       | 4.324  |  |
| 13. | Huai Rong     | ห้วยโรง         | 8       | 3.038  |  |
| 14. | Mae Sai       | แม่ทราย         | 4       | 2.536  |  |
| 15. | Mae Yang Rong | แม่ยางร้อง       | 6       | 4.089  |  |

Các con số mất là tambon nay tạo thành huyện Nong Muang Khai.